# Ellinor undrar så
Ellinor undrar så är ett amerikansk–kanadensiskt animerat barnprogram. TV-programmet hade premiär i USA den 7 september 2020 på PBS Kids. Ellinor undrar så är producerad av Pipeline Studios och Shoe Ink.

## Handling
TV-programmet har ett utforskningstema som uppmuntrar barn att följa sin nyfikenhet, ställa frågor när de inte förstår och hitta svar med hjälp av vetenskapliga undersökningar. Huvudpersonen Ellinor, den mest observanta och nyfikna kaninen i staden, introducerar barn i åldrarna 3–5 till vetenskap, natur och samhälle genom äventyr med sina vänner Olivia och Ari. Varje avsnitt innehåller två animerade berättelser.